# Stefan Groß-Lobkowicz
Stefan Groß-Lobkowicz (* 5. Februar 1972 in Jena) ist ein deutscher Philosoph, Journalist, Publizist, Herausgeber und Chefredakteur des Online-Magazins tabularasa.

## Leben und Wirken
Stefan Groß studierte Philosophie, Theologie und Kunstgeschichte in Jena und München. Seit 1992 war er Redakteur der von ihm mitbegründeten TABVLA RASA, Jenenser Zeitschrift für kritisches Denken. An der Friedrich-Schiller-Universität Jena arbeitete und dozierte er ab 1993 zunächst in Praktischer und ab 2002 in Antiker Philosophie. Dort promovierte er 2002 mit einer Arbeit zu Karl Christian Friedrich Krause (erschienen 2002 und 2007), in der Groß das Verhältnis von Metaphysik und Transzendentalphilosophie kritisch konstruiert.
Von 2017 bis 2022 war Stefan Groß Chefredakteur und Textchef des deutsch- und englischsprachigen Magazins The European. Er ist Stiftungsrat der Joseph Ratzinger Papst Benedikt XVI.-Stiftung. Er ist Geschäftsführender Vizepräsident der Europäischen Bewegung Bayern e. V. und Pressesprecher des Zentrums für Arbeitnehmerfragen in Bayern (EZAB Bayern). Seit November 2021 ist er Mitglied der Päpstlichen Stiftung Centesimus Annus Pro Pontifice.
Ein Teil seiner Aufsätze beschäftigt sich mit kunstästhetischen Reflexionen und einer epistemologischen Bezugnahme auf Wolfgang Cramers rationalistische Metaphysik. Von August 2005 bis September 2006 war er Ressortleiter für Cicero – Magazin für politische Kultur. Artikel zum Zeitgeschehen veröffentlicht er in der von ihm online herausgegebenen tabularasa, Zeitung für Gesellschaft und Kultur. Sein Buch zur Weimarer Klassik (2009) ist in Bezug auf Gartenkunst, Bildhauerei und Plastik der erste Versuch ihrer Einordnung in dem hierarchischen Gattungsdiskurs, wie er von Goethe und Schiller geführt wurde.
2022 übernahm er die Leitung der Medienabteilung des Bistums Regensburg.

### Monographien
- Die Weimarer Klassik und die Gartenkunst, Lang, Frankfurt am Main, 2009, ISBN 978-3-631-58321-0
- Die Philosophie Karl Christian Friedrich Krauses im Lichte der abendländischen Geistesmetaphysik, Lang, Frankfurt am Main, 2008, ISBN 978-3-631-57595-6
- Die Metaphysik Karl Christian Friedrich Krauses in ihrem Verhältnis zu Religion, Ethik und Ästhetik, Jena, 2002, und Frankfurt am Main, 2007, ISBN 978-3-631-57564-2

### Aufsätze (Auswahl)
- „Freiheit und Frieden im Gartenreich, Der geschichtliche Ort des Locus amoenus und die Freiheit zur Aufklärung in den Gärten von Wörlitz und Weimar“, in: Der Friede ist keine leere Idee …, Bilder und Vorstellungen am Beginn der politischen Moderne, Thomas Kater (Hrsg.), Essen 2006, S. 212–231.
- „Karl Christian Friedrich Krause und Wolfgang Cramer, Eine erkenntnistheoretische Annäherung“, in: Informacíón Filosófica, Revista International de Filosofia Humanas, Vol. II, 2005 Nr. 1, S. 67–94.
- „Karl Christian Friedrich Krause“, in: Naturphilosophie nach Schelling, O. Breidbach und Th. Bach (Hrsg.), Stuttgart-Bad Cannstatt 2005, S. 275–297.

### Artikel und Essays (Auswahl)
- „Warum sind wir so säkular? Eine Antwort aus dem deutschen Osten“, in: TABVLA RASA, Jenenser Zeitschrift für kritisches Denken, 25. Juli 2006.
- „Heinrich Heine zum 150. Todestag: Der Dichter als Journalist“, in: Cicero Online Exklusiv, 17. Februar 2006 Heinrich Heine zum 150. Todestag: Der Dichter als Journalist
- „Hegel Philosophie aus der Sicht Krauses“, in: Glauben und Wissen. Hegel-Jahrbuch 2005, Berlin 2005, S. 262–266.